# Industri
 For alternative betydninger, se Industri (flertydig). (Se også artikler, som begynder med Industri)
Industri er fællesbetegnelsen for den del af samfundets vareproduktion, der sker uden for bygge og anlæg samt landbrugs - og råvaresektoren. Industrien vedrører råvareforædlingen, eller med andre ord: varefremstillingen. Sammen med forsyningserhvervene og bygge- og anlægsvirksomhed udgør industrien de sekundære erhverv. Med industrialiseringen, der startede i England i 1700-tallet og i Danmark og mange andre vestlige lande i århundredet efter, blev industrien en fremtrædende erhvervsgren i mange vestlige lande. I løbet af 1900-tallet faldt imidlertid industriens andel af de beskæftigede og bruttoværditilvæksten (BVT) i Danmark og mange andre lande igen, idet servicesektoren spiller en stadig større rolle i samfundsøkonomien. I Danmark stod industrien i 2010 for 13 % af landets samlede bruttoværditilvækst.

## Etymologi
Industri kommer fra latin industria og via fransk industrie. Ordets oprindelige betydning er "flid, flittig virksomhed, foretagsomhed, driftighed". Ordet anvendtes i denne betydning helt op i begyndelsen af 1800-tallet, fx i udtryk som "hjemmeindustri" og "husindustri" i modsætning til den da fremadskridende fabriksdrift. Senere, da anvendelsen af mekaniske kraftkilder (damp, gas, olie og elektricitet) blev taget i brug og muliggjorde en langt mere effektiv produktion end håndværk, manufaktur og fabriksdrift (med vand- eller vindkraft) kunne præstere, skete der en betydningsglidning således, at industri senere helt forbindes med forædlingsvirksomhed ved brug af kunstige kraftkilder. For den, der interesserer sig for industriens historiske udvikling, er det nødvendigt at have dette i erindring.
I forlængelse heraf betegner industrialisering den proces, hvorved vareforædlingen skifter fra en ikke-industriel fremgangsmåde til en industriel fremgangsmåde, det vil sige fra brug af håndkraft, vindkraft og vandkraft til brug af kunstige kraftkilder.

## Historisk udvikling
Industrialiseringen var en proces, der startede i England i 1700-tallet med blandt andet opfindelsen af dampmaskinen, og som siden har bredt sig ud over først den vestlige og siden den øvrige verden. Indtil da havde håndværks-, manufaktur- og fabriksvirksomheder stået for al fremstillingsvirksomhed, men nu tog masseproduktionen efterhånden over. Den industrielle revolution var samtidig startskuddet til den betydelige vedvarende økonomiske vækst, som har præget verden siden omkring 1800, og har givet anledning til en meget betydelig stigning i levestandarden.

### Udviklingen i Danmark
I Danmark kom den industrielle udvikling relativt sent i forhold til mange andre europæiske lande; først sidst i 1800-tallet tog industrialiseringen for alvor fart i dansk økonomi. I 1900 stod fremstillingsvirksomhed for en femtedel af Danmarks bruttoværditilvækst, hvoraf industri og håndværk tegnede sig for halvdelen hver. Danmark var et udpræget landbrugsland, og det var også udviklingen i landbruget, der endelig satte gang i industrialiseringen, da omlægningen fra vegetabilsk til animalsk produktion satte gang i fødevareindustrien og den industri, der leverede maskiner til landbruget. Samtidig gav indkomstfremgangen i landbruget et tilstrækkelig købedygtigt hjemmemarked for den fremvoksende industris produkter.
I 1900-tallet voksede industrien frem til ca. 1960, hvor erhvervet sammen med håndværk stod for 30 % af bruttoværditilvæksten. Derefter har forskydningen over mod serviceerhvervene i den tertiære sektor, og industriens (inklusive håndværk, der fra 1966 ikke længere regnes for en selvstændig kategori i nationalregnskabet) andel af BVT faldt til 13 % i 2010, mens erhvervet stod for 14 % af beskæftigelsen.

## Brancher og forskydninger
Industrien kan opdeles i en række forskellige brancher, som fremstiller hver deres type produkter. En mulig gruppering er følgende:
1. Levnedsmiddel-, drikkevare- og tobaksindustri
2. Tekstil- og læderindustri
3. Træ-, papir- og grafisk industri
4. Kemisk industri og plastindustri
5. Sten-, ler- og glasindustri
6. Jern- og metalindustri (sværindustri)
7. Møbelindustri og anden industri

Fødevare- og beklædningsindustrien fylder tit meget i industrialiseringens indledende fase, da varerne her tilhører de mest basale forbrugsgoder, som optager en meget stor del af efterspørgslen i fattige lande. Tekstilindustrien var således motoren i Englands tidlige industrialisering. I Danmark udgjorde fødevare- og tekstilindustrien næsten halvdelen af den samlede industris værditilvækst i 1947. Siden er der sket en væsentlig strukturforskydning. Den danske tekstilindustri er stort set forsvundet, og fødevareindustrien står i 2010 for 17 % af den samlede industriproduktion - hvilket dog stadig er relativt meget i forhold til mange andre vestlige lande. Til gengæld er jern- og metalindustrien blevet mere dominerende, og værdien af dens produktion udgør i dag næsten halvdelen af den samlede industriproduktion. En anden industribranche, hvis betydning er steget kraftigt, er den kemiske industri, der i 1947 kun udgjorde 5 % af industriproduktionen, men i 2010 17 %. Det er ikke mindst Danmarks ret betydelige medicinalindustri, der er årsagen til denne fremgang.

## Produktivitetsudvikling
Grundlaget for den økonomiske vækst er produktivitetsstigningerne i de enkelte erhverv. Industrien er her typisk karakteriseret ved ret høje årlige produktivitetsstigninger i forhold til eksempelvis mange serviceerhverv. I Danmark er arbejdsproduktiviteten i industrien steget med ca. 40 % fra 2000 til 2012, hvilket svarer til en årlig produktivitetsstigning på godt 3 %.

## Industriens organisationer
I Danmark er de mange industrivirksomheder i vidt omfang organiseret i Håndværksrådet og Dansk Industri. Håndværksrådet repræsenterer op mod 40.000 mindre, håndværksprægede virksomheder. Dansk Industri er den dominerende underorganisation i hovedorganisationen Dansk Arbejdsgiverforening. Dertil kommer en række brancheorganisationer, der ikke forhandler overenskomster, men repræsenterer de enkelte virksomheder i andre sammenhænge, bl.a. over for offentlige myndigheder. På lønarbejdersiden er medarbejderne især repræsenteret ved CO-Industri, der er et kartel eller centralorganisation med medlemmer fra otte fagforbund, hvoraf 3F og Dansk Metal er de største.